# Abgetaucht (1974)
Abgetaucht, auch Die Gaspards, (Originaltitel: Les Gaspards) ist ein französischer Film aus dem Jahr 1974 von Pierre Tchernia mit Michel Serrault und Philippe Noiret in den Hauptrollen.

## Handlung
Buchhändler Jean-Paul Rodin ist auf der Suche nach seiner verschwundenen Tochter Marie-Hélène. In der unterirdischen Welt des sommerlichen Paris findet er sie: Unter der Leitung von Gaspards de Montfermeil hat sich dort eine eigenständige Welt mit eigenen Gesetzen entwickelt. Die Gaspards (ein Argot-Ausdruck für Ratten) haben sich dort eingelebt, weil sie sich von den vielen Straßenbauarbeiten bedroht fühlen. Die Gaspards gehen in die Offensive. Sie zünden eine Bombe ausgerechnet unter dem Arbeitsministerium. Dessen Minister macht sich mit zahlreichen Beamten auf in die Unterwelt, um dem Treiben in den Katakomben ein Ende zu setzen. De Montfermeil und seine Gaspards können entkommen und verstecken sich nun im Keller von Rondin.

## Kritik
Der Filmdienst urteilte: „Eine fantastische Komödie mit satirischen Spitzen gegen das urbane Leben, die von großartigen Darstellern getragen wird. Auch der poesievolle Stil und die verhaltene Komik tragen zum Gelingen des Films bei.“